# Tommy O'Keefe
Thomas Vincent "Tommy" O'Keefe (Jersey City, Nueva Jersey, 16 de julio de 1926-Fredericksburg, Virginia, 18 de octubre de 2015) fue un jugador y entrenador de baloncesto estadounidense que disputó una temporada en la NBA. Con 1,88 metros de estatura, jugaba en la posición de base.

## Trayectoria deportiva

### Universidad
Tras pasar un año en la Universidad de Notre Dame, siguió a su entrenador para jugar durante cuatro temporadas con los Yellow Jackets del Instituto Tecnológico de Georgia, donde se convirtió en el primer jugador de la historia del equipo en superar los 1000 puntos. Promedió en total 10,5 puntos por partido.

### Profesional
Fue elegido en la cuadragésimo primera posición del Draft de la NBA de 1950 por Washington Capitols, jugando tres partidos con ellos y otros tres con los Baltimore Bullets, promediando en total 3,8 puntos y 1,7 asistencias.

### Entrenador
Tras cumplir el servicio militar, volvió a Georgetown donde fue primero entrenador asistente y entrenador del equipo de novatos, hasta que en 1960 se hizo cargo del primer equipo. Permaneció seis temporadas en el puesto, en las que logró 82 victorias y 60 derrotas.

## Estadísticas de su carrera en la NBA

### Temporada regular
| Año     | Equipo     | PJ | TC%  | TL%   | RPP | APP | PPP |
| ------- | ---------- | -- | ---- | ----- | --- | --- | --- |
| 1950-51 | Washington | 3  | .385 | .667  | 1.3 | .7  | 4.0 |
| 1950-51 | Baltimore  | 3  | .333 | 1.000 | 1.0 | 2.7 | 3.7 |
| Total   | Total      | 6  | .357 | .750  | 1.2 | 1.7 | 3.8 |